# Dock Junction
Dock Junction är en ort (CDP) i Glynn County, i delstaten Georgia, USA. Enligt United States Census Bureau har orten en folkmängd på 7 721 invånare (2010) och en landarea på 24,4 km².